# Лиз Тръс
Мери Елизабет Тръс (на английски: Mary Elisabeth Truss) е британски политик,  министър-председател на Обединеното кралство от 6 септември до 24 октомври 2022 г., министър на външната търговия от 2019 до 2021 г., министър на външните работи от 2021 до 2022. От 5 септември 2022 до 24 октомври 2022 е лидер на управляващата по това време Консервативна партия, печелейки гласуването на членовете ѝ с 57,4% срещу 42,6% за съперника ѝ Риши Сунак.

## Биография
Прекарва детските си години в Лийдс, Йоркшър. Родителите ѝ – медицинската сестра и възпитател Присила Мери Тръс и професорът по математика Джон Кенет – се придържат към левите политически убеждения и включват малката си дъщеря в кампанията за ядрено разоръжаване. Лиз учи в държавното училище в Лийдс (Roundhay School), след това следва философия, политика и икономика в Мертън Колидж на Оксфордския университет, където оглавява клона на Либерално-демократическата партия. По това време тя има републикански възгледи, както се вижда в нейната антимонархическа реч на конференцията на либералдемократите през 1994 г. След като завършва финанси, тя работи за международните компании Shell и Cable & Wireless.
През 2008 г. тя е назначена за заместник-директор на аналитичния център Reform, който разработва планове за привличане на частния бизнес в сферата на обществените услуги.

### Политическа кариера
Присъединява се към Консервативната партия през 1996 г. и председателства Консервативната асоциация за избирателния район Луис Дептфорд в Лондон в периода 1998 – 2000 г. През 2001 г. тя прави неуспешен опит да бъде избрана в Камарата на общините в окръг Хемсуърт, през 2005 г. се опитва отново в същия окръг, но в окръг Калдър Вали, който е отново неуспешен. Парламентарните избори на 6 май 2010 г. ѝ донасят успех в избирателен район Югозападен Норфолк.
През септември 2012 г. министър-председателят Дейвид Камерън прави 50 нови назначения в първия си кабинет наведнъж, а Елизабет Тръс става парламентарен помощник-държавен секретар по образованието.

### Работа в консервативни правителства
На 15 юли 2014 г. Камерън прави нова поредица от ходове в кабинета и едно от новите назначения е повишаването на Елизабет Тръс в позицията на министър на околната среда, храните и селските райони.
На 7 май 2015 г. се провеждат редовни парламентарни избори, в резултат на които Тръс получава 50,9% от гласовете в предишния избирателен район и запазва депутатския мандат.
На 11 май 2015 г. Дейвид Камерън сформира втория си кабинет, запазвайки поста на Елизабет Тръс като министър на околната среда, храните и селските райони.
На 14 юли 2016 г. тя е назначена за главен прокурор и лорд-канцлер в първия кабинет на Тереза Мей.
През април 2017 г. кабинетът на министрите поисква от Тереза Мей да освободи Елизабет Тръс от задълженията ѝ като лорд-канцлер и да отдели тази позиция от позицията на министър на правосъдието поради поредица от грешки, които се случват (постовете са обединени през 2007 г. от решение на Тони Блеър).
На 11 юни 2017 г. е назначена за главен секретар на финансите във втория кабинет на Тереза Мей.
На 24 юли 2019 г., по време на съставянето на кабинета на Борис Джонсън, тя е назначена за държавен секретар по външната търговия и председател на Търговския съвет на Обединеното кралство.
На 10 септември 2019 г., след оставката на Амбър Ръд, която по този начин изразява несъгласието си с политиката на правителството, Тръс е назначена за министър на жените и равенството в допълнение към предишните си постове. Тереза Кофи, която заменя Ръд като министър на труда, гласува против легализирането на еднополовите бракове през 2013 г., а във връзка с назначаването на Тръс лейбъристите обвиняват Борис Джонсън, че превръща позицията на министър по въпросите на жените в своеобразно „неудобство“ за него.
На 23 април 2021 г. бившият помощник на Джонсън на министър-председателя Доминик Къмингс го обвинява, че се опитва да намери частни спонсори за финансиране на ремонта на помещенията на официалната резиденция на Даунинг стрийт 10, а на 25 април Тръс твърди, че Джонсън е платил 200 000 лири изцяло от собствени средства, въпреки че тя също не отрича, че той е направил това едва след като този въпрос привлича общественото внимание.

## Министър-председател

### Назначаване
След оставката като министър-председател на Борис Джонсън, Тръс, като новоизбран лидер на консерваторите, партията с мнозинство в парламента, е приета от Елизабет II в замъка Балморал близо до Абърдийн, Шотландия, първият и единствен министър-председател, който не е приет от кралицата в Бъкингамския дворец. Тръс е назначен за нов министър-председател на Обединеното кралство в едно от последните официални действия на кралицата преди смъртта ѝ само два дни по-късно на 8 септември 2022 г. на 96-годишна възраст. На 10 септември 2022 г. Тръс и други високопоставени членове на парламента полагат нова клетва за вярност към Чарлз III на специална сесия на парламента. Това не е изискване, тъй като депутатите полагат клетва пред монарха „и техните наследници“ в началото на всеки парламент.

### Кабинет
Тръс започва да назначава своя кабинет и други държавни длъжности на 6 септември 2022 г. Тя назначава Терез Кофи, близък приятел и съюзник, за вицепремиер и министър на здравеопазването. Тръс назначава Куаси Квартенг за министър на финансите, Джеймс Клевърли за външен министър и Суела Брейвърман за министър на вътрешните работи. За първи път в британската политическа история нито един бял мъж не е заемал позиции в четирите големи държавни служби, а именно министър-председател, министър на финансите, министър на външните работи и министър на вътрешните работи. Тя уволнява Квартенг и го заменя с Джереми Хънт 38 дни по-късно.

### Популярност
Проучване на YouGov класира Тръс като най-непопулярния премиер на Обединеното кралство в историята. Няколко други проучвания я класират като изключително непопулярна.

### Вътрешна политика
Малко след назначаването си и в отговор на кризата с разходите за живот, Тръс обявява горна граница на цената на единица за битови енергийни доставки, наречена „Гаранция за цените на енергията“, която според правителството ще ограничи средните сметки за енергия на домакинствата до £2500 на година, като същевременно струва на държавата до £100 милиарда.
Минибюджетът на Обединеното кралство за септември 2022 г., обявен от Куаси Квартенг, е лошо приет от финансовите пазари и е обвинен за бързия спад на стойността на паунда и предизвиква отговор от Bank of England.

### Външна политика
През първите си три седмици като министър-председател Тръс има „роля на говорител пред стотици световни лидери“ на погребението на кралицата и провежда „кръг от дипломатически срещи встрани“ в Общото събрание на ООН на 21 септември, както и изнася реч, в която казва, че иска хората да задържат повече от приходите си.

### Оставка
Лиз Тръс обявява оставката си като министър-председател на Обединеното кралство и лидер на Консервативната партия след 45 дни на поста на 20 октомври 2022 г., като казва, че не може да „изпълни мандата“, на който е избрана „предвид ситуацията“. Нейната оставка като министър-председател ще влезе в сила, след като нейният наследник бъде избран, което тя посочва, че ще бъде „в рамките на една седмица“. Когато това се случи, тя ще стане британският министър-председател с най-кратък мандат в историята.

## Личен живот
Журналистите често обръщат внимание на драматичния обрат в политическите убеждения, през които преминава Елизабет Тръс – в младостта си, под влиянието на майка си, която е работила като медицинска сестра и учителка, тя участва в демонстрации срещу политиката на Маргарет Тачър. Номинацията на Елизабет Тръс за избиране в Камарата на общините предизвиква тогава силна съпротива от страна на най-консервативните противници на модернизационната политика на Дейвид Камерън в партията. Когато приема първия си министерски пост през 2014 г., Тръс става най-младата жена-министър в Обединеното кралство.
През 2000 г. Елизабет Тръс се омъжва за финансовия директор Хю О'Лиъри, от когото има две дъщери – Франсис (март 2006 г.) и Либърти (2008 г.)
През юни 2005 г. Елизабет Тръс прекратява 18-месечната си връзка със своя политически ментор, члена на парламента Марк Фийлд. В резултат на това бракът им се разпада, но Тръс убеждава съпруга си, че той е бащата на най-голямата дъщеря и спасява семейството.